# Costea (Ștefan)
Costea (Ștefan) se bănuiește a fi fost un domn al Moldovei, între 1373-1375. Existența acestei domnii este una asupra cărora nu există un consens la nivelul istoricilor, din cauza izvoarelor puține și nu foarte clare care au rămas din respectiva perioadă istorică. 
Până în anul 2004 era cunoscută o singură mențiune a sa (sub numele de Costea Voevod), în Pomelnicul Mănăstirii Bistrița  (1407) în secțiunea pentru „binecredincioșii domnii țării aceștia”: „Pomenește Doamne pe Bogdan I voevod - Pomenește Doamne pe Lațco voevod - Pomenește Doamne pe Costea voevod - Pomenește Doamne pe Petru voevod - Pomenește Doamne pe Roman voevod.”
În anul 2004 este descoperit un al doilea izvor intern, Pomelnicul Mănăstirii Voroneț, în care este menționat din nou un „Coste voevod” în perioada dintre Lațcu și Petru al II-lea Mușat.:p. 29”. 
Cercetările arheologice recente (2006-2012) desfășurate la Mănăstirea Bogdana din Rădăuți și analiza ADN-ului celor înmormântați în biserica mănăstirii au demonstrat că persoana îngropată în unul din mormintele a căror piatră tombală este ilizibilă,  este tatăl fraților Petru al II-lea și Roman I (acest Costea/Ștefan el însuși posibil domn, de vreme ce a fost îngropat în rând cu ceilalți domni și probabil soțul Margaretei Mușata („Frumoasa”) - dat fiind faptul că Petru și Roman sunt, asa cum reiese din analiza genetică, nepoții lui Bogdan I .
În același timp există o serie de izvoare, preponderent externe care îl menționează pe voievodul Ștefan al Sepenițului ca soț al Margaretei-Mușata, de aici o parte din istorici propunând identitatea Costea=Ștefan.
Prima preluare a mențiunii lui Costea voievod din Pomelnicul Mănăstirii Bistrița apare în Cronica Paralelă  realizată de către Axinte Uricariul, la comanda domnitorului Constantin Mavrocordat, la începutul secolului XVIII.

## Controverse, neclarități și incertitudini

### Existența Domniei

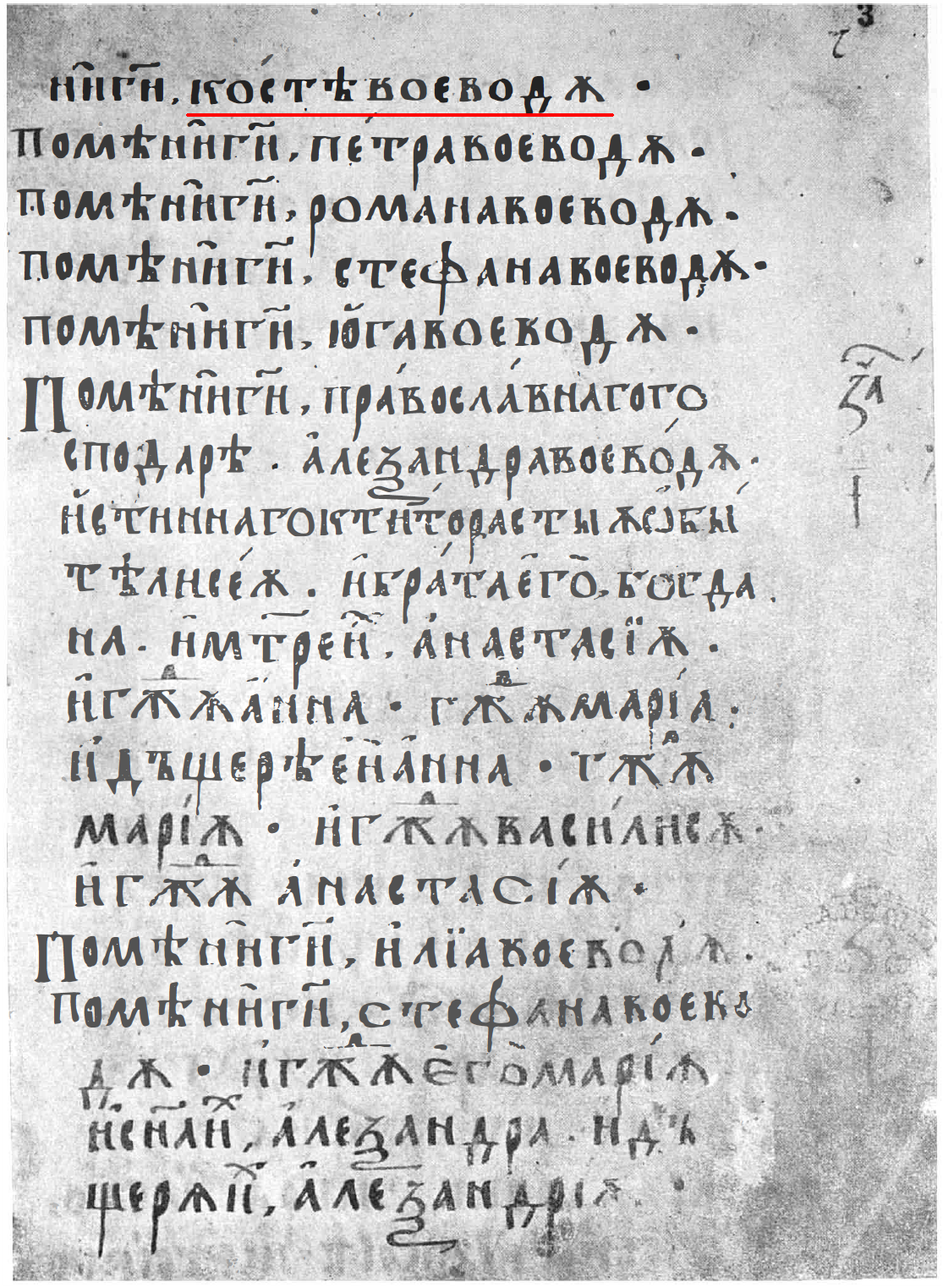
Menționarea lui Costea Voievod în Pomelnicul Mănăstirii Bistrița

„Evenimentele care au urmat morții lui Lațco sunt printre cele mai obscure din toată istoria Moldovei. Nu există certitudine nici măcar in ce privește persoana urmașului său”.:p. 443
Izvoarele istorice disponibile până în prezent sugerează că Lațcu a murit la 1373, fără a avea urmași direcți pe linie bărbătească, cu el stingându-se dinastia Bogdăneștilor. Următorul domn asupra căruia istoricii cad de acord este Petru al II-lea, care își începe domnia, cel mai probabil în 1375, cu care începe dinastia Mușatinilor. Pentru perioada de interregn dintre 1373-1375 nu există menționarea unui domn cert, puținele surse disponibile menționând un „Costea Voevod”, un „Ștefan Voevod” și o „Margareta «Domina Valachie Minoris»”.:pp 49-54 Această stare de neclaritate și confuzie se datora după cum spunea Grigore Ureche tot lipsei surselor interne contemporane evenimentelor, pentru că „… cunoaști-să că cum nu să află de scriitorii noștri însemnat viiața domnilor și lucrurile lor, ….”:18
„ Durata domniei lui Costea nu se arata in cronici, putem încerca s-o stabilim prin deducție. Se admite că Lațco și-a încheiat stăpânirea în 1373; pe de altă parte, lui Petru, letopisețele noastre vechi îi dau toate 16 ani de domnie. Luând ca sfârșit al acesteia din urmă anul 1391 (în 1392 se constată Roman ca domn al Moldovei), rezultă ca Petru a început cârmuirea sa în 1375. Prin urmare, Costea a domnit intre 1373 și 1375; domnia lui a fost scurtă: vreo doi, trei ani de zile. Ce s-a petrecut în acest răstimp, nu se știe: n-avem absolut nicio informație până acum.:p. 446”—Constantin C. Giurescu, Istoria Românilor
Având în vedere faptul că presupusa domnie a lui Costea (Ștefan) a fost una de scurtă durată, în intervalul 1373-1375, precum și faptul că  până în prezent nu a fost descoperită nici o cronică în original care să dateze din secolele XIV- XV - cele mai vechi fiind copii din secolul XVI – se explică astfel de ce cronicarii ulteriori nu au mai avut de unde prelua informația necesară pentru a înregistra domnia sa.:p. 25 „… temeiul pentru care ceilalți cronicari nu pomenesc de domnia lui, trebuie căutat în scurta durată ce această domnie va fi avut, el săvârșindu-se probabil din viață curând după accesiunea lui la scaun”.:pp 3-13
Alexandru D. Xenopol interpretează prezența lui Costea în lista voievozilor din Pomelnicul de la Bistrița făcând un paralelism cu obiceiul cronicarilor de a-i numi voievozi și pe fiii domnului ce nu domneau încă:
„Fiind însă că, precum se știe, nu întotdeauna acest epitet [voevoda] înseamnă domnie, s'ar putea admite că Costea să fi fost tatăl bătrân al lui Petru și Roman, care veni și el în Moldova când fiul său luă coroana și fu onorat și el cu titlul de voevod, ca tată al domnului, precum erau denumiți cu acest titlu și fiii domnului ce nu domneau încă.:p. 119”—Alexandru D. Xenopol, Istoria Românilor din Dacia Traiană
Pomelnicul Mănăstirii Bistrița este cel mai vechi manuscris slav cunoscut, din țările române, fiind o copie redactată la începutul domniei lui Ștefan cel Mare (1460-1470), după originalul din 1407, reprezentând sursa cea mai apropiată în timp de perioada când se presupune că a domnit Costea.:pp 20-23
Pe baza analizei datelor din pomelnic, istoricul Constantin C. Giurescu considera domnia lui Costea ca una certă, înlăturând ca nefondată varianta că el ar fi fost doar un membru al familiei domnitoare:
„Părerea că acesta ar putea să fie numai un simplu membru al familiei domnitoare, fără ca să fi domnit într-adevăr, trebuie înlăturată, deoarece în fruntea pomelnicului se spune lămurit: «binecredincioșii domnii țării aceștia», iar după acest titlu sunt înșirați voievozii în felul următor: «pomenește, Doamne, pe Bogdan voevod ; pe Lațco voevod; pe Costea voevod; pe Petru voevod; pe Roman voevod». Atât domnii dinainte de Costea, cât și cei care-i urmează, se constată documentar că au ocupat tronul Moldovei; logic este să admitem același lucru și pentru Costea.:p. 443”—Constantin C. Giurescu, Istoria Românilor
Pomelnicul a rămas totuși necunoscut tuturor cronicarilor moldoveni, până la începutul  secolului XVIII, când este cercetat de Axinte Uricariul. „Iară pentru Coste Mușatin Vodă, tatul lui Roman Vodă, măcar că la o carte de pomelnic a mănăstirii Bistriții l-am găsit scris la rândul domnilor iară unde ar fi fost domnia lui n-am putut afla”.
Până în anul 2004 pomelnicul mănăstirii Bistrița reprezenta singurul izvor istoriografic intern care îl menționa pe Costea voievod, fapt care a făcut ca prezența sa în rândul domnitorilor Moldovei să fie pusă la îndoială, și să stârnească numeroase discuții și controverse. În anul 2004, cercetătoarea Valentina Pelin descoperă un nou izvor intern din secolul XV, este vorba de „Pomelnicul Mănăstirii Voroneț”, care îl menționează pe „Coste voevod” ca unul dintre domnii Moldovei dintre domniile lui „Lațco voevod”  și „Petr voevod”.:pp 27-30
În același timp, Grigore Ureche, citând un letopiseț leșesc, menționa pe „Ștefan vodă, carile au avutu doi ficiori, Ștefan și Pătru”, menționând totodată că după domnia lui Lațco a domnit „Pătru vodă, ficiorul lui Mușatu, 16 ani”.:pp 17-18
La rândul lor, cronicarul polon Jan Dlugosz si umanistul italian Filippo Buonaccorsi Calimacco relatează despre voievozii Petru și Ștefan care ar fi avut un conflict pentru succesiunea la tron după moartea tatălui lor, Ștefan, „voevod al țării Sepenițului”, voievodat care se afla în partea nordică Moldovei, între Prut și Nistru.

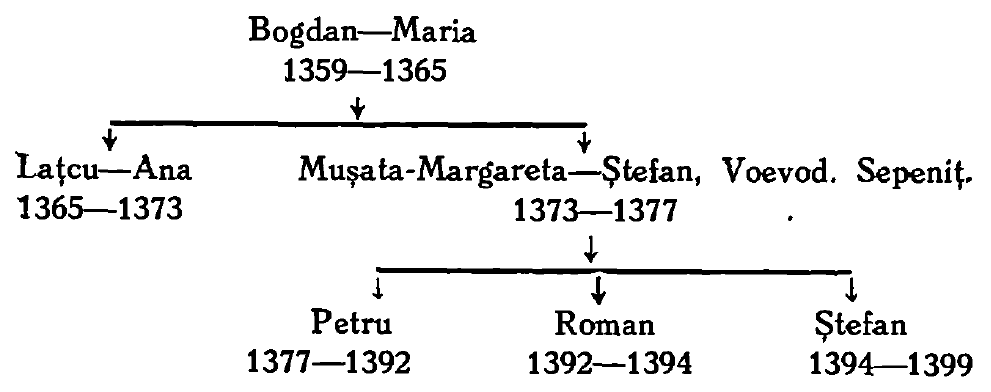
Arborele genealogic al primilor domni ai Moldovei - varianta propusă de Ștefan Pascu

Într-un hrisov din 1384, domnul Roman I o numește pe mama sa cu termenul de „Kneaghina” Mușata, care se traduce prin „doamnă (soție de domn)”, ceea ce ar însemna că bărbatul ei, al cărui nume nu este menționat, a domnit la un moment dat.:p. 33
Pornindu-se de la identitatea numelor copiilor sorei lui Lațcu - Mușata-Margareta - cu cei ai lui Ștefan, voevodul Sepințului, cea mai utilizată ipoteză de către istorici este că cei doi au fost căsătoriți.:p. 53 :p. 34:p. 173 „Bogdan își măritase fata [Mușata/Margareta] înainte sau după descălecare, cu acest voevod vecin, Ștefan al Sepenițului. La moartea lui Ștefan i-a urmat în scaun fiul său, Petru, iar la stingerea dinastiei Bogdăneștidor, Moldovenii l-au rugat să le fie și lor Domn, ca fiind nepot de fată a lui Bogdan, nepot de soră al lui Lațco și văr primar cu Anastasia. Astfel dinastia Bogdăneștilor va putea continua prin femei”. :p. 24
Pornind de la mențiunea sa singulară doar în pomelnicul de la Bistrița, unii istorici au considerat că numele de Costea este rezultatul unei confuzii de transcriere a numelui voievodului Ștefan al Sepințului, Costea ținând de datina onomastică maramureșeană.:pp 112-116:p. 6:p. 173 Istoricul bisericesc Gheorghe Moisescu propunea o explicație a acestei confuzii, pornind de la ipoteza deteriorării în timp a manuscrisului și a unei posibile erori la copierea a originalului în secolul XV.
„ Noi ne gândim dacă nu cumva în pomelnicul original manuscrisul de azi este o copie de la începutul veacului XVI, după un original început în 1407 , va fi fost scris după LAȚKO numele voievodului ȘTEFAN al Țării Sepenițului. Cu vremea însă pomelnicul va fi suferit unele corupții prin ștergerea literelor. În cazul de față s-ar putea întâmpla să fi pierit literele de la sfârșitul numelui STEFAN, adică FAN. La transcriere diacul, vreun rutean de neam, nepricepând ce rost ar putea avea literele ramase STE le va fi împreunat cu literele KO de la sfârșitul numelui LAȚKCO, scoțând astfel un nume nou KOSTE, în loc de ȘTEFAN.:pp 63-34”— Gheorghe I. Moisescu, 'Catolicismul în Moldova până la sfârșitul veacului XIV
În sprijinul celor de mai sus vine și descrierea manuscrisului făcută de istoricul Damian P. Bogdan cu ocazia primei publicări complete a originalului în limba slavonă, din 1941. „Din cauza prea desei întrebuințări manuscrisul nostru prezintă în unele locuri textul atât de șters încât e cu totul absolut ilizibil chiar și prin lampa lui Wood. Acest fapt al ilizibilității a făcut ca în unele locuri să se întărească literele posterior și cu altă cerneală. Deasa întrebuințare a Pomelnicului e confirmată apoi și prin nădușeala ce au lăsat urmele degetelor cititorilor pe filele cele mai mult citite.”:p. 14
Un alt argument în favoarea acestei confuzii Costea-Ștefan este prezentat tot de istoricul Gheorghe Moisescu, care arată că „este cu neputință ca acest nume Costea Voievod sa fi fost trecut in pomelnicul original al mănăstirii Bistrița, căci el nu este nume de botez, ci o prescurtare a numelui Constantin. În toate pomelnicele domnești nu găsim trecute nici numele de casă și nici diminutivele, ci numai numele curate de botez”. :pp 63-34
O altă ipoteză asupra lui Costea a fost cea emisă la începutul secolului XX de medievalistul Ilie Minea, care, după ce conchidea și el că „evenimentele dintre 25 ianuarie 1372 și 1 mai 1389 sunt puțin lămurite prin știrile, ce ne-au rămas”, afirma că  „Costea Voevod, care, dacă nu e fiu al lui Bogdan, mai probabil este fiul lui Lațcu Voevod, care fiu însă n-a domnit, murind nevârstnic.”:p. 32
Argumentul lipsei voievodului Costea din hrisovul din 1403 al lui Alexandru cel Bun, nu este considerată o dovadă temeinică a inexistenței domniei acestuia, având în vedere atât domnia foarte scurtă a acestuia cât și faptul că documentul menționat este cunoscut doar dintr-o traducere polonă la a treia mână, deci cu posibilitate mărită să aibă omisiuni importante față de original. :pp 46-47:pp 112-116

### Originea

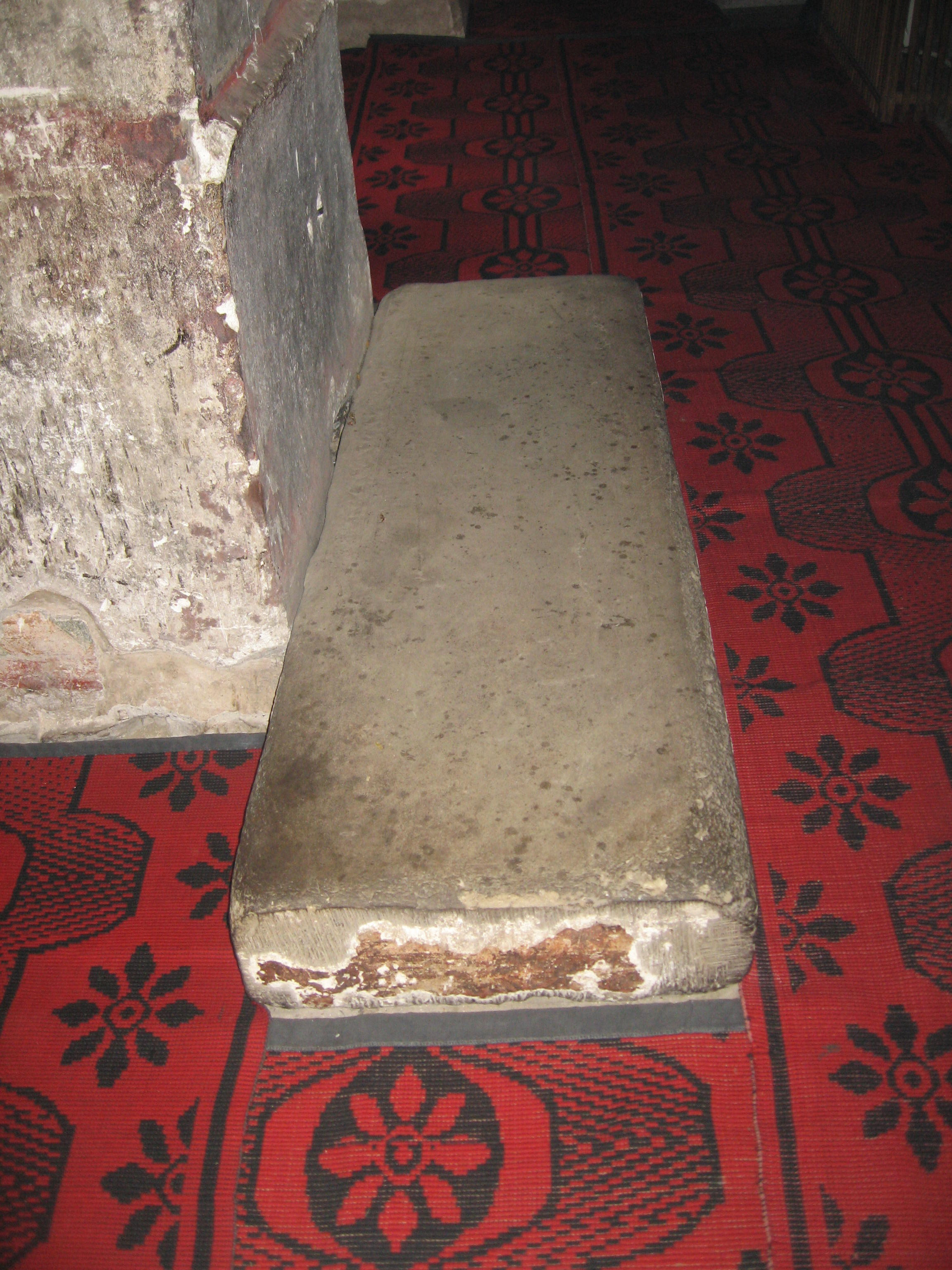
Mormântul lui Costea (Ștefan) de la Mănăstirea Bogdana, Rădăuți

Există trei opinii legate de acest aspect:

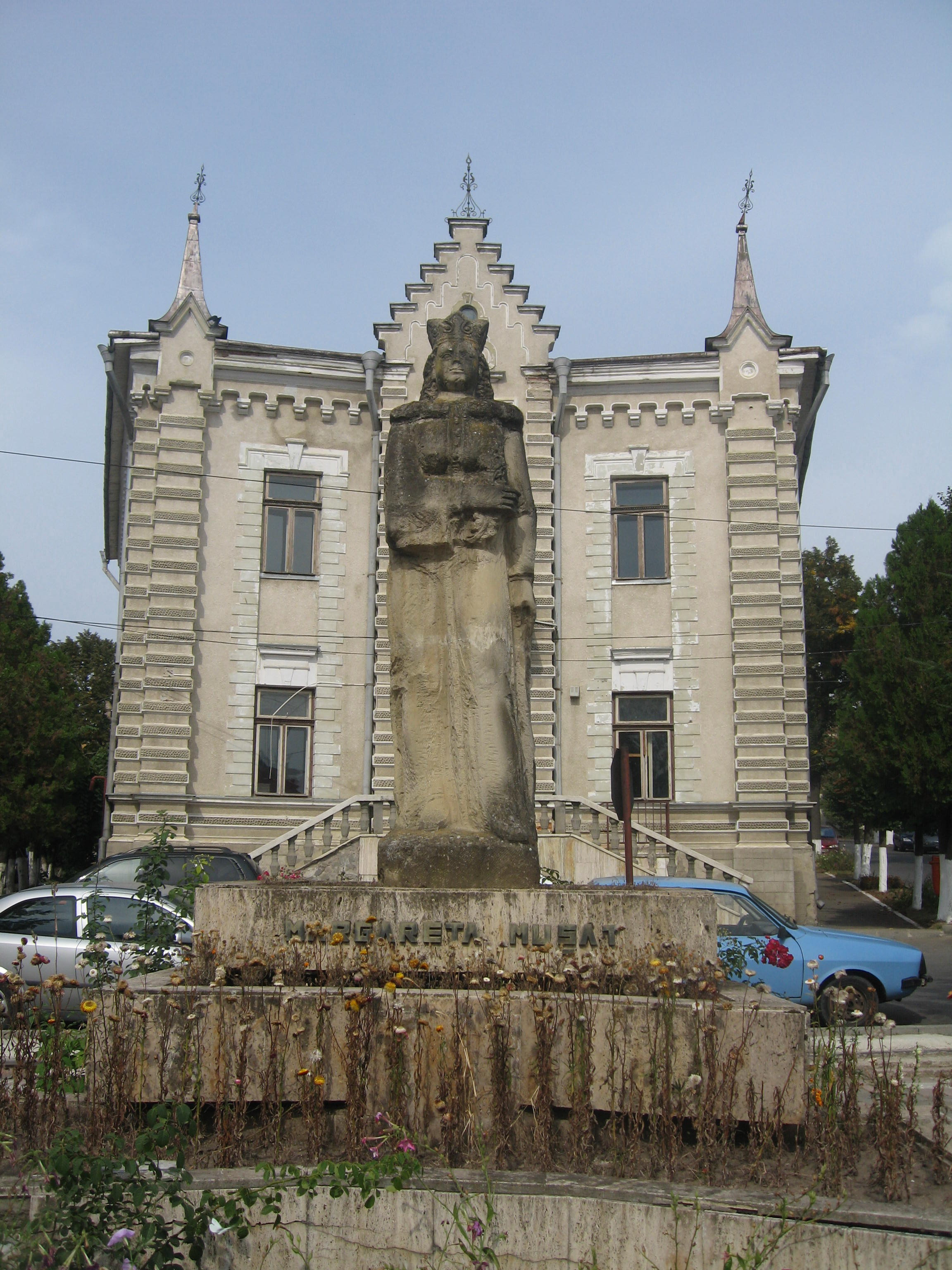
Statuia Mușatei din orașul Siret

1. Originea munteană. Este susținută de reprezentanții vechii istoriografii.
Bogdan Petriceicu Hașdeu îl consideră descendent din Basarabii munteni și fondator al dinastiei Mușatinilor prin fii săi, Petru și Roman, afirmând că un nou neam s-a furișat, prin încuscrire, în dinastia maramureșeană.:pp. 83-93
Dimitrie Onciul îl consideră înrudit cu Basarabii din Țara Românească și, totodată, tatăl lui Petru I, Roman I și Ștefan I.:pp 714-715 Această opinie fusese formulată și argumentată încă de la 1888 de către Xenopol:p. 117-118 Și Giurescu presupune că era originar din Muntenia, rudă directă cu Basarabii.:p. 345
2. Originea maramureșeană. 
3. Originea moldoveană. 
A fost căsătorit cu Mușata-Margareta care a fost fiica lui Bogdan I, fapt indirect confirmat de analizele genetice de la Bogdana. Într-un act din 1392 se spune ca Mușata a construit, în orașul Siret, biserica Sfântului Ioan Botezătorul, unde a și fost înmormântată. 
La 2 mai 1386 în registrele Massariei din Caffa sunt menționați doi demnitari moldoveni: „Constantino et Petro vayvoda”. Ultimul a fost unanim identificat cu Petru al II-lea, în timp ce primul a stârnit unele controverse între istorici. Șerban Papacostea consideră că este vorba despre Costea voievod amintit în pomelnicul de la Bistrița, și care „datorează conflictului genovezo-tătar din 1386 (…) certificatul incontestabil al funcției sale voievodale”.:p. 104 Constantin Cihodaru crede însă că acel personaj este mai probabil fratele și asociatul la domnie al lui Petru, în vreme ce Victor Spinei socotește că nu ar fi decât „un demnitar în subordinea lui Petru Mușat”..